# (5299) Bittesini
(5299) Bittesini es un asteroide perteneciente al cinturón de asteroides, descubierto el 8 de junio de 1969 por Carlos Ulrrico Cesco desde el Complejo Astronómico El Leoncito, San Juan, Argentina.

## Designación y nombre
Designado provisionalmente como 1969 LB. Fue nombrado Bittesini en honor al astrónomo aficionado italiano Luciano Bittesini. Nombre sugerido por B. G. Marsden, quien hizo las identificaciones relacionadas con este objeto, y por G. V. Williams, quien fue recibido por Luciano y su familia durante una visita en 1995 para hablar en una convención de astrometristas italianos.

## Características orbitales
Bittesini está situado a una distancia media del Sol de 3,115 ua, pudiendo alejarse hasta 3,310 ua y acercarse hasta 2,920 ua. Su excentricidad es 0,062 y la inclinación orbital 4,877 grados. Emplea 2008,72 días en completar una órbita alrededor del Sol.
Los próximos acercamientos a la órbita de Júpiter se producirán el 7 de enero de 2080 y el 12 de agosto de 2151, entre otros.

## Características físicas
La magnitud absoluta de Bittesini es 12,2. Tiene 17,731 km de diámetro y su albedo se estima en 0,089.